# Турбокомпаундирование двигателей
Турбокомпаундирование двигателей — применение системы газотурбинного наддува со свободным турбокомпрессором и силовой турбиной. В турбокомпаундном двигателе внутреннего сгорания ТКД мощность создается не только в его цилиндрах, но и в силовой турбине.
Одним из способов использования энергии отработавших газов является газотурбинный наддув, который стал составной частью современных форсированных двигателей внутреннего сгорания. Однако даже у высокофорсированных систем газотурбинного наддува отработавшие газы обладают большой энергией, которую возможно использовать в дополнительной силовой турбине.
Использование силовых турбин не приводит к существенным переделкам двигателя и по сравнению с другими утилизационными системами требует меньших затрат. Преимущество такой схемы состоит в том, что, во-первых, происходит наиболее полное использование энергии отработавших газов и, во-вторых, мощность, вырабатываемая силовой турбиной, может служить либо для увеличения мощности двигателя, либо при сохранении мощности силовой установки для разгрузки её поршневой части. Применение турбокомпаундных схем позволяет повысить показатели прочности, надёжности и долговечности цилиндро-поршневой группы, а также снизить удельный эффективный расход топлива.
Наиболее широкое применение схемы с силовой турбиной нашли в дизелях большой размерности. Целесообразно применять силовую турбину и на двигателях автотракторного типа, используя схему последовательной установки силовой турбины за турбиной свободного турбокомпрессора. Это позволяет повысить топливную экономичность, разгрузить поршневую часть двигателя, а, следовательно, приводит к улучшению показателей надежности и долговечности.
На параметры работы дизельного двигателя оказывает большое влияние выбор типоразмера силовой турбины. С увеличением типоразмера снижается частота вращения ротора силовой турбины, увеличивается максимальный КПД силовой турбины и улучшается топливная экономичность силовой установки в целом.